# Primavera de Damasc
La primavera de Damasc va ser un període d'intens debat polític i social a Síria, que va començar després de la mort del president Hafez al-Àssad, el juliol del 2000 —en esdevenir Baixar al-Àssad president—, fins a la tardor del 2001.

## Context històric
D'ençà que Síria esdevingué oficialment una república el 1963, ha estat governada pel Partit Baas i ha estat sota llei marcial des del 1963 fins al 2011. El cap d'estat des del 1970 sempre ha estat un membre de la família Assad.